# Guinea marittima
La Guinea marittima (in francese Guinée maritime), nota anche come Bassa Guinea, è una delle quattro regioni naturali in cui si suddivide la Guinea. Comprende la parte occidentale del Paese, tra l'oceano Atlantico e l'altopiano del Fouta Djalon. Qui si trova Conakry, capitale e città più grande della Guinea.

## Geografia

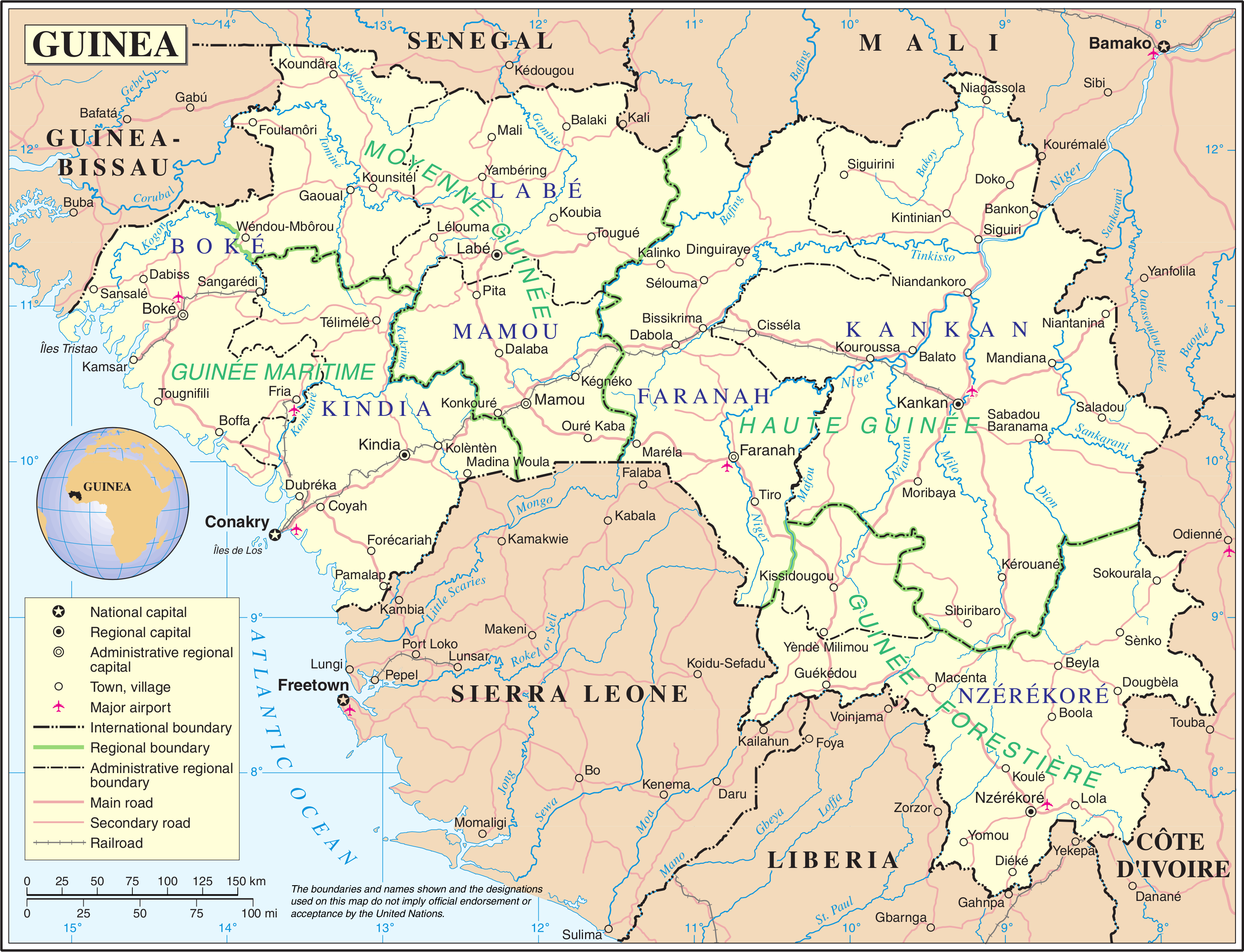
Le regioni naturali e le divisioni amministrative della Guinea.

La Guinea marittima comprende la costa atlantica e la pianura costiera retrostante. La costa è incisa da numerose rías, antiche valli fluviali sommerse, che formano insenature, paludi di marea, foreste di mangrovie, estuari e numerose isole costiere. Conakry sorge sull'isola di Tombo e sull'adiacente penisola di Kaloum.
La regione è delimitata dall'oceano Atlantico a ovest, dalla Guinea-Bissau a nord-ovest, dal Fouta Djalon, che costituisce la regione nota come Media Guinea, a nord-est e a est e dalla Sierra Leone a sud.
Il territorio è costituito da una pianura costiera larga da 50 a 80 km e più ampia nella parte meridionale. Verso est, dalla pianura si innalza l'altopiano del Fouta Djalon, dal quale nascono vari fiumi, come il Fatala, il Konkouré e il Kolenté, che scorrono a ovest attraverso la pianura per gettarsi nell'Atlantico.
Il substrato della regione è formato da graniti e gneiss. La laterite, un suolo rosso ricco di ossidi di ferro e di idrossido di alluminio, e la ghiaia di arenaria sono i tipi di suolo prevalenti.

## Clima
Il clima della Guinea è tropicale, con una stagione secca di sei mesi (da novembre a marzo) e una umida (da aprile a ottobre). Il picco delle precipitazioni viene raggiunto nel mese di giugno, con l'arrivo della zona di convergenza intertropicale (ITCZ).
A Conakry cadono in media circa 4300 mm di pioggia ogni anno e la media annua delle temperature è di circa 27 °C.

## Ecoregioni
Nel territorio della Guinea marittima si distinguono tre ecoregioni:
- il mosaico di foresta e savana della Guinea, che ricopre gran parte della regione e prosegue a nord fino alla Guinea-Bissau e al Senegal e a est attraverso la Sierra Leone e l'Alta Guinea;
- le foreste di pianura della Guinea occidentale, che occupano l'area attorno a Conakry e il sud del Paese, estendendosi fino alla costa della Sierra Leone, della Liberia e della Costa d'Avorio occidentale;
- le mangrovie della Guinea, che occupano gli estuari costieri. Varie enclaves di questa ecoregione si trovano anche a nord in Guinea-Bissau, Gambia e Senegal, e a sud-est in Sierra Leone, Liberia e Costa d'Avorio.

## Popolazione
Tra i popoli che abitano la Guinea marittima ricordiamo i Baga, che vivono lungo la costa; i Susu, stanziati nella parte meridionale del Paese intorno a Conakry e nelle regioni adiacenti della Sierra Leone; e i Fulani, stanziati nel nord.